# محاربه
محاربه، جرمی است در فقه و حقوق اسلامی به‌معنای سلاح کشیدن به روی مردم، به قصد ترساندن آنان. از دیدگاه قرآن کسی که با دزدی بر سر گردنه‌های بیرون از شهر یا داخل شهر با تهدید اسلحه، مردم را بترساند و به جان و مال آنها تجاوز کند، مانند این است که با خدا و رسول خدا به جنگ برخاسته است. مجازات محاربه جزء حدود است و در قرآن، در آیه ۳۳ سورهٔ مائده، بیان شده است. طبق این آیه، مجازات محاربه یکی از چهار مجازات اعدام، به صلیب کشیدن، قطع دست و پای مخالف یا تبعید است. به انجام دهندهٔ این جرم، محارب یا مفسد فی‌الارض می‌گویند.
همانا کیفر کسانی که به محاربه با خدا و رسولش برمی‌خیزند و برای فساد بر زمین می‌کوشند، قتل یا به دار آویختن یا بریدن دست‌ها و پاهای‌شان به‌طور معکوس یا تبعید آن‌هاست. این مایهٔ خواری و رسوایی آنان در این جهان است و در آخرت نیز عذاب بزرگی خواهند داشت.— قرآن کریم، سورۀ مائده خلاصۀ آیۀ ۳۳
این آیه از مهم‌ترین آیات مربوط به احکام کیفری در قرآن است که مباحث مفصّلی در کتب فقهی و تفسیر را دامن زده و در مورد مفهوم و مصادیق آن نظرات مختلفی ابراز شده است.
محاربه و افساد فی الارض هرچند شباهت دارند، ولی متفاوت هستند. هر محاربی، مفسد فی الارض تلقی می‌شود ولی هر مفسد فی الارضی، محارب نیست، مگر این‌که عمل او مسلحانه باشد. محاربه در لغت به معنای «جنگیدن» و افساد فی‌الارض به‌معنای «تباه‌کاری در زمین» است. 

## تاریخچه
در شأن نزول آیهٔ ۳۳ سوره مائده، چنین نقل کرده‌اند که جمعی از مشرکان خدمت پیامبر اسلام آمده و مسلمان شدند، اما آب و هوای مدینه به آن‌ها نساخت، رنگ آنها زرد و بدنشان بیمار شد. چنین نقل کرده‌اند که پیامبر اسلام برای بهبودی آن‌ها دستور داد به خارج «مدینه» در نقطهٔ خوش آب و هوائی از صحرا که شتران زکات را در آنجا به چَرا می‌بردند، بروند و ضمن استفاده از آب و هوای آنجا از شیر تازه شتران به حدّ کافی استفاده کنند، آنان چنین کردند و بهبودی یافتند، اما به جای تشکر از پیامبر چوپان‌های مسلمان را دست و پا بریده، چشمان آن‌ها را از بین بردند، سپس دست به کشتار آن‌ها زدند، شتران زکات را غارت کرده و از اسلام بیرون رفتند. پیامبر اسلام دستور داد آن‌ها را دستگیر کنند و همان کاری که آنان با چوپان‌ها انجام داده بودند، به عنوان مجازات برای آنها انجام دهند، یعنی چشم آن‌ها را کور کردند، دست و پای آن‌ها را بریدند و کشتند تا دیگران عبرت بگیرند و مرتکب این اعمال ضد انسانی نشوند. آیهٔ ۳۳ سورهٔ مائده دربارهٔ این گونه اشخاص نازل گردید و قانون اسلام را در مورد آن‌ها شرح داد. بر طبق تفاسیر قرآن نیز، این آیه در مورد «قطاع الطریق» دزدان مسلح سرگردنه بود که به راهزنی کاروان‌ها می‌پرداختند و با اقدامات مسلحانه جامعه را ناامن می‌کردند. چنانچه ملاحظه شد، این آیه که در مورد راهزنان مسلح بود، بعدها مورد استناد خلفای اسلامی قرار گرفت تا با استناد به آن، مجازات محاربه را به مخالفان خویش نیز گسترش دهند.

### در جمهوری اسلامی ایران
این عنوان مجرمانه توسط صادق خلخالی حاکم شرع دادگاه انقلاب برای بسیاری از مقامات رژیم پهلوی را در کنار خود محمدرضا شاه و اکثر اعضای خانواده‌اش استفاده شد تا او بتواند حکم اعدام غیابی صادر کرده یا کسانی را که دستگیر شده بودند اعدام کند. از جمله افرادی که در این دوره تحت این عنوان اعدام شدند می‌توان به نادر جهانبانی، فرخ‌رو پارسا، نعمت‌الله نصیری و شهریار شفیق اشاره کرد. محاربه و افساد فی‌الارض در قانون حدود و تعزیرات (مصوب ۱۳۶۱) وارد نظام حقوقی ایران شد و در قانون مجازات اسلامی (مصوب ۱۳۷۰) که جایگزین آن شد، نیز یکی از عناوین مجرمانه است.
بنا بر ماده ۲۸۲ قانون مجازات اسلامی مجرمی که محارب بودن او احراز شده باشد مجازاتش یکی از چهار مجازات اعدام، صلب، قطع دست راست و پای چپ و تبعید است.
به دلیل شدت مجازاتی که برای محاربه و افساد فی‌الارض در قانون پیش‌بینی شده است و همچنین سابقهٔ استفاده از آن، این عنوان در مواقعی برای تهدید منتقدان جمهوری اسلامی نیز استفاده شده است.
در ۲۳ خرداد ۱۳۸۶ مجلس شورای اسلامی قانونی را تصویب کرد که به موجب آن این اصطلاح قضایی برای جرمِ بدون اسلحهٔ تکثیر و توزیع محتوای هرزه‌نگاری نیز بکار خواهد رفت.

## اعدام معترضان در اعتراضات ۱۴۰۱ ایران
جمهوری اسلامی ایران با توسل به اتهام «محاربه» اقدام به اعدام معترضان بازداشت شده در پی اعتراضات سراسری ۱۴۰۱ کرد. یکی از این معترضان محسن شکاری جوانی ۲۲ ساله ای بود که از سوی قوۀ قضاییه به بستن خیابان و مجروح کردن بسیجی متهم و طبق مادۀ ۱۸۷(براندازی حکومت اسلامی با سلاح) به جرم محاربه اعدام شد.

### واکنش‌ها
- مرتضی مقتدایی، عضو جامعه مدرسان حوزه علمیه قم روز یکشنبه گفت: «اگر محارب کسی را بکشد، بله حکم اعدام دارد اما اگر فقط تهدید کند و بترساند، اگرچه حکم محارب هم داشته باشد، حکم اعدام ندارد؛ یعنی محاربی است که اعدام ندارد.»[۱۱]
- محمدعلی ایازی، عضو مجمع مدرسان و محققان حوزه علمیه قم، نیز در یکشنبه گفت: «اینگونه نیست که اگر کسی حق اعتراض به وضعیت موجود دارد، مأموران مانع از اعتراض او شوند و وقتی او می‌خواهد از حق خود دفاع کند، اسمش را محاربه بگذاریم.»[۱۱]
- مولوی عبدالحمید، رهبر مذهبی پرنفوذ سنی‌های ایران، اعدام محسن شکاری به دست حکومت را مغایر با شرع اسلام دانست و گفت: «کسی که قتل نکرده و فقط راهی را بسته و چاقویی زده، از نظر قرآنی و شرعی قتل او صحیح نیست».[۱۱]
- سید علی‌محمد دستغیب در خصوص مجازات محاربه گفته بود: «حکم محارب این است که اگر کسی را کشته، کشته می‌شود و اگر تنها سلاح کشیده و مردم را ترسانده، تبعید می‌شود و اگر کسی را مجروح کرده، به همان مقدار جراحت قصاص شده و تبعید می‌شود.»[۱۲]

## در قوانین جمهوری اسلامی ایران
یکی از مهم‌ترین جرایم علیه امنیت ملی در حقوق جمهوری اسلامی ایران محاربه است که در قانون مجازات اسلامی مصوب ۱۳۷۰ از ماده ۱۸۳ تا ۱۹۶ مورد اشاره قرار گرفته است.
- اسلحه کشیدن برای ترسانیدن مردم[۱۳]
  - ماده ۱۸۳: هر کس که برای ایجاد رعب و هراس و سلب آزادی و امنیت مردم دست به اسلحه ببرد محارب فی الارض و مفسد فی‌الارض می‌باشد. براساس تبصره ۳ ماده فوق، میان سلاح سرد و سلاح گرم فرقی نیست.
- برهم زدن امنیت از طریق سرقت مسلحانه و قطع‌الطریق[۱۳]
  - ماده ۱۸۶: هر گروه یا جمعیت متشکل که در برابر حکومت اسلامی قیام مسلحانه کند مادام که مرکزیت آن باقی است تمام اعضاء و هواداران آن، که موضع آن گروه یا جمعیت یا سازمان را می‌دانند و به نحوی در پیشبرد اهداف آن فعالیت و تلاش مؤثر دارند محارب‌اند اگرچه در شاخه نظامی شرکت نداشته باشند.
- ریختن طرح براندازی حکومت اسلامی[۱۳]
  - ماده ۱۸۷: هر فرد یا گروه که طرح براندازی حکومت اسلامی را بریزد و برای این منظور اسلحه و مواد منفجره تهیه کند و نیز کسانی که با آگاهی و اختیار، امکانات مالی مؤثر یا وسایل و اسباب کار و سلاح در اختیار آن‌ها بگذارند محارب و مفسد فی‌الارض می‌باشند.
- نامزد شدن برای یکی از پست‌های حساس حکومت کودتا[۱۳]
  - ماده ۱۸۸: هر کس در طرح براندازی حکومت اسلامی خود را نامزد یکی از پست‌های حساس حکومت کودتا نماید و نامزدی او در تحقق کودتا به نحوی مؤثر باشد، «محارب» و «مفسد فی الارض» است.
  - ماده ۱۹۰: حد محاربه و افساد فی‌الارض یکی از چهار چیز است: ۱. قتل ۲. آویختن به دار ۳. اول قطع دست راست و سپس پای چپ ۴. نفی بلد (دیپورت)
  - ماده ۱۹۱: قاضی در انتخاب هر یک از این امور چهارگانه مخیر است.
- تشکیل یا اداره یا عضویت در دسته یا جمعیت به قصد برهم زدن امنیت کشور[۱۳]
  - ماده ۴۹۸: هر کس با هر مرامی، دسته، جمعیت یا شعبه جمعیتی بیش از دو نفر در داخل یا خارج از کشور تحت هر اسم یا عنوانی تشکیل دهد یا اداره نماید که هدف آن برهم زدن امنیت کشور باشد و محارب شناخته نشود به حبس از دو تا ده سال محکوم می‌شود.
  - ماده ۴۹۹: هرکس در یکی از دسته‌ها یا جمعیت‌ها یا شعب جمعیت‌های مذکور در ماده (۴۹۸) عضویت یابد به سه ماه تا پنج سال حبس محکوم می‌گردد مگر اینکه ثابت شود از اهداف آن بی اطلاع بوده است.
  - ماده ۴۹۹: در مورد کسانی که عضو نبوده بلکه صرفاً حامی دسته یا جمعیتی می‌باشند قابل اعمال نیست.

## در فقه
انتصاب محاربه به جرایم سیاسی از دید بسیاری از فقها غلط بوده زیرا در فقه اسلامی به جرایم سیاسی بغی گفته می‌شود؛ بنابراین و نمی‌توان به باغی اتهام محاربه فی الارض وارد نمود. از دید فقه اسلامی اتهام محاربه نیازمند آماده بودن سلاح و سلب امنیت از مردم است. خمینی در تحریرالوسیله گفته است:
 محارب کسی است که سلاح خود را آخته و آماده سازد وبه ترساندن مردم و سلب امنیت و ایجاد فساد در جامعه اقدام نماید خواه در صحرا باشد، یا در دریا، یا درشهرها باشد یا در جاده‌ها، شب باشد یا روز، زن باشد یا مرد، در همه حالات محارب نامیده می‌شود و احکام محاربه با خدا در مورد او اجرا می‌گردد.